# Diego Calderón
Diego Calderón (Quito, 26 ottobre 1986) è un ex calciatore ecuadoriano, di ruolo difensore.

## Palmarès

### Club

#### Competizioni nazionali
- Campionato ecuadoriano: 2

LDU Quito: 2007, 2010

#### Competizioni internazionali
- Coppa Libertadores: 1

LDU Quito: 2008